# República de Munster
La República de Munster era un término usado por los republicanos irlandeses para referir al territorio que sostuvieron en la provincia de Munster al principio de la guerra civil irlandesa, con su ciudad capital siendo Cork. 
Después de la primera semana de luchar en la guerra civil (del 28 de junio al 5 de julio de 1922), Dublín fue sostenida por esas en apoyo del tratado Anglo-Irlandés y del Estado Libre Irlandés. La plaza fuerte principal de las fuerzas del Contra-Tratado (los republicanos irlandeses) se convirtió en la república self-styled de Munster - el sur de los condados de una línea entre Limerick y Waterford. Liam Lynch, el comandante en jefe republicano, esperado para utilizar la “república” como los medios de renegociar el tratado, e idealmente de reconstituir la República de Irlanda de 1919-21. Para esta actitud defensiva, Lynch fue criticado amargamente por algunos otros republicanos, que sentían que él debía actuar ofensivamente para traer la guerra a un extremo rápido.
Sin embargo, el lado del Contra-Tratado (quiénes fueron apoyadas por la mayor parte del ejército republicano irlandés), la artillería carecida y unidades armadas, que el estado libre obtuvo de los Británicos. El estado libre lanzó ofensiva contra la república de Munster en julio de 1922. Limerick y Waterford fueron tomados fácilmente, y Cork se convirtió en el condado independiente del Estado Libre Irlandés. Cork fue tomado el 10 de agosto. El extremo de la República de Munster dio lugar a la oposición del tratado al que fue forzado en el campo y la guerra de guerrillas en reducida escala.